# عمر سمحان
عمر سمحان (بالإنجليزية: Omar Samhan) مواليد 3 نوفمبر 1988 في أوكلاند، هو لاعب كرة سلة أمريكي من أصل مصري. بدأ مسيرته الاحترافية في سنة 2010. لعب في الدوري المكسيكي لكرة السلة كلاعب وسط.كان يرتدي القميص رقم 50، ويبلغ طوله 6 أقدام و11 إنشًا (2.1 متر).

## روابط خارجية
- عمر سمحان على موقع دوري كرة السلة الياباني للمحترفين (اليابانية)
- عمر سمحان على موقع كرة السلة الأوروبية.كوم (الإنجليزية)
- عمر سمحان على موقع كلية كرة السلة في سبورتس رفرنس.كوم (الإنجليزية)
- عمر سمحان على موقع ريلجم (الإنجليزية)
- عمر سمحان على موقع بروبوليرز (الإنجليزية)
- عمر سمحان على موقع سبورتس رفرنس (الإنجليزية)
- عمر سمحان على موقع سبورتس رفرنس (الإنجليزية)